# Ultra basse fréquence
Pour les articles homonymes, voir fréquence (homonymie).
On appelle ultra basse fréquence (ULF), Ultra low frequency en anglais, la bande de radiofréquences qui s'étend de 300 à 3 000 Hz  (longueur d'onde de 100 à 1 000 km).
Quand il ne s'agit pas d'ondes radioélectriques, ces fréquences sont appelées aussi « fréquences vocales » et correspondent à la bande passante utilisée en radiotéléphonie ou téléphonie.

## Ondes ULF naturelles
De nombreuses émissions naturelles dans le spectre ULF sont observables dans la magnétosphère et sur Terre. Ces ondes traduisent d’importants phénomènes dans le proche plasma terrestre. Ces émissions sont associées en général aux ondes d'Alfvén, fonction du champ magnétique ambiant et de la densité de plasma.
Des stations de surveillance ont noté que des séismes ont parfois été précédés de pics d’activité en ULF. Un exemple significatif est le séisme de Californie de 1989. La recherche se poursuit sur ces corrélations, pour développer par ce moyen un système d’alerte.

## Applications en télécommunications
Les ULF semblent avoir été utilisées pour des communications militaires grâce à leurs propriétés permettant de traverser la Terre mais ce sont les bandes SLF plus basses qui furent utilisées opérationnellement. Des publications du Groupe consultatif pour la recherche et les réalisations aérospatiales (rebaptisé Agence pour la recherche et la technologie dans le cadre de l'Organisation OTAN pour la recherche et la technologie - RTO) datant des années 1960 détaillent des systèmes utilisant ces ondes. 
Des systèmes à ces fréquences sont utilisés dans les mines.
Des radioamateurs communiquent en ULF à l’aide d’amplificateurs audio connectés à une paire de longs fils enterrés. La réception du courant très faible transmis se fait à l’aide d’une autre paire d’électrodes, un amplificateur à faible bruit et un ordinateur muni de logiciels de filtrage à bande très étroite. Des transmissions à plusieurs kilomètres sont possibles avec un amplificateur de 10 à 100 W et des électrodes de 10 à 50 m.

## Sources
- (en) Cet article est partiellement ou en totalité issu de l’article de Wikipédia en anglais intitulé « Ultra low frequency » (voir la liste des auteurs).